# ヴァーラ
ヴァーラ（Vaala）はフィンランド中部の町。北ポフヤンマー県東部にあり、オウル湖北岸に位置する。オウルンカーリ郡に属する。人口は2,672人（2021年）。町は1867年にサライスニエミ (フィンランド語: Säräisniemi)として開かれ、1954年にヴァーラに改名した。オウルとカヤーニを結ぶ鉄道沿いにあり、オウルからは約90km離れている。産業としては観光業のほか、農業・林業が主である。
かつては、隣県のカイヌー県カヤーニ郡に属していたが、2016年1月1日に北ポフヤンマー県オウルンカーリ郡へと移管された。